# آرامگاه القور
مقبره القور مربوط به دوره صفوی است و در شهرستان بیرجند، بخش مرکزی، دهستان القورات، ۵۰۰ متری جنوب روستای القور واقع شده و این اثر در تاریخ ۲۳ بهمن ۱۳۸۵ با شمارهٔ ثبت ۱۷۳۸۰ به‌عنوان یکی از آثار ملی ایران به ثبت رسیده است.